# Bugula ditrupae
Bugula ditrupae är en mossdjursart som beskrevs av Busk 1858. Bugula ditrupae ingår i släktet Bugula och familjen Bugulidae. Inga underarter finns listade i Catalogue of Life.